# Крістін Фере-Флері
Крістін Фере-Флері (фр. Christine Féret-Fleury; нар. 1961, Франція) — сучасна французька письменниця.
Тривалий час працювала редакторкою у популярному дитячому видавництві Gallimard Jeunesse в Парижі. У 1996 опублікувала свою першу дитячу книжку Le Petit Tamour, за мотивами якої у 1999 вийшов роман для дорослих Les Vagues sont douces comme des tigres. Це видання було відзначено французькою літературною премією Antigone

## Творчість
Популярність до авторки прийшла після публікації першого роману для дорослих у 1999 році. Книжка Les Vagues sont douces comme des tigres отримала відзнаку відомої у Франції премії Antigone. З тих пір вийшло друком близько 90 публікацій, серед яких романи, повісті, оповідання для дітей, підлітків і дорослих читачів. Удостоєна кількох літературних нагород, її книжки перекладені на англійську, німецьку, українську, польську, російську та іспанську мови.
Деякі тексти написані у співавторстві з донькою Мадлен Фере-Флері та письменницею Жнев'є Лакуртьє.

## «Дівчина, яка читала в метро»
Перша книжка Крістін Фере-Флері, видана українською мовою.
Головна героїня Жульєт — трохи дивакувата мрійниця. Майже завжди самотня. Її стосунки з чоловіками закінчуються, так і не почавшись. Уранці, їдучи в метро на роботу, вона зацікавлено розглядає книжки в чужих руках. Її життя змінюється, коли Жульєт потрапляє в химерний будинок. Господар, виявляється, збирає книжки, а потім шукає саме тих людей, яким та чи інша книжка здатна змінити долю….

## Українські переклади
- Дівчина, яка читала в метро / Крістін Фере-Флері ; пер. з фр. П. Мигаля. — Львів : Видавництво Старого Лева, 2019. — 160 с. — ISBN 978-617-679-744-9 [Архівовано 20 грудня 2019 у Wayback Machine.].